# Едісто-Біч (Південна Кароліна)
Едісто-Біч (англ. Edisto Beach) — місто (англ. town) в США, в окрузі Коллтон штату Південна Кароліна. Населення — 1033 особи (2020).

## Географія
Едісто-Біч розташоване за координатами 32°29′55″ пн. ш. 80°18′49″ зх. д. / 32.49861° пн. ш. 80.31361° зх. д. (32.498725, -80.313484).  За даними Бюро перепису населення США в 2010 році місто мало площу 6,09 км², з яких 5,51 км² — суходіл та 0,58 км² — водойми.

## Демографія
Згідно з переписом 2010 року, у місті мешкало 414 осіб у 232 домогосподарствах у складі 150 родин. Густота населення становила 68 осіб/км².  Було 2181 помешкання (358/км²).
Расовий склад населення:
| - 98,8 % — білих - 1,0 % — чорних або афроамериканців |

До двох чи більше рас належало 0,0 %. Частка іспаномовних становила 0,5 % від усіх жителів.
За віковим діапазоном населення розподілялося таким чином: 3,4 % — особи молодші 18 років, 51,2 % — особи у віці 18—64 років, 45,4 % — особи у віці 65 років та старші. Медіана віку мешканця становила 63,8 року. На 100 осіб жіночої статі у місті припадало 96,2 чоловіків;  на 100 жінок у віці від 18 років та старших — 92,3 чоловіків також старших 18 років.
Середній дохід на одне домашнє господарство  становив 100 933 долари США (медіана — 81 458), а середній дохід на одну сім'ю — 110 380 доларів (медіана — 93 125). За межею бідності перебувало 4,3 % осіб, у тому числі 0,0 % дітей у віці до 18 років та 5,1 % осіб у віці 65 років та старших.
Цивільне працевлаштоване населення становило 246 осіб. Основні галузі зайнятості: науковці, спеціалісти, менеджери — 15,4 %, фінанси, страхування та нерухомість — 15,0 %, освіта, охорона здоров'я та соціальна допомога — 9,8 %, мистецтво, розваги та відпочинок — 9,3 %.